# Double Vie (album)
Pour les articles homonymes, voir Double vie.
 (octobre 2017).
Si vous disposez d'ouvrages ou d'articles de référence ou si vous connaissez des sites web de qualité traitant du thème abordé ici, merci de compléter l'article en donnant les références utiles à sa vérifiabilité et en les liant à la section « Notes et références ».
Albums de Alain Chamfort
Tendres Fièvres
(1986) Trouble
(1990)
Singles
1. Le Plus grand chapiteau du monde (version studio)Chasseur d'ivoire (version live)
Sortie : mars 1988
2. Amour, année zéro (version live)Medley (Adieu mon bébé chanteur, Madona, C'est la même chanson) (version live)
Sortie : juillet 1988

Double Vie est un album live du musicien, chanteur et compositeur français Alain Chamfort, enregistré au Casino de Paris en avril 1987 et sorti en mars 1988.
Il contient les succès d'Alain Chamfort depuis 1979 ainsi qu'un medley de deux ses premiers tubes du début des années 1970 (Madona madona, Adieu mon bébé chanteur) et d'un titre de Claude François, C'est la même chanson.
Deux versions de l'album sont publiées, une édition simple CD de 16 titres et une édition double CD sous-titrée Enregistrement intégral du concert regroupant les 21 morceaux de la prestation scénique.
De cet album sont extraits deux singles, Le Plus grand chapiteau du monde (version studio) / Chasseur d'ivoire (version live) en mars 1988 ainsi que Amour, année zéro (version live)  / Medley (Adieu mon bébé chanteur, Madona, C'est la même chanson) (version live) (également paru en single promo, maxi 45 tours et mini-CD intitulé Chamfort Live) en juillet.

## Liste des titres

### Édition 2 × CD
| 1.  | Déchaîne-moi            | 3:58 |
| 2.  | Bons baisers d'ici      | 3:53 |
| 3.  | Paradis                 | 4:24 |
| 4.  | Palais Royal            | 4:19 |
| 5.  | Le plus grand chapiteau | 4:41 |
| 6.  | Amour, année zéro       | 3:24 |
| 7.  | Manureva                | 5:19 |
| 8.  | Les jours de moisson    | 3:51 |
| 9.  | Malaise en Malaisie     | 4:05 |
| 10. | Chasseur d'ivoire       | 6:14 |

| 1.  | Bambou                                                                    | 4:34 |
| 2.  | Baby Boum                                                                 | 3:59 |
| 3.  | Traces de toi                                                             | 4:30 |
| 4.  | Pin-ups                                                                   | 4:15 |
| 5.  | Revenir avec vous                                                         | 6:12 |
| 6.  | Baby Lou                                                                  | 3:29 |
| 7.  | Géant                                                                     | 4:40 |
| 8.  | La fièvre dans le sang                                                    | 4:27 |
| 9.  | Rendez-vous...                                                            | 4:12 |
| 10. | Medley (Adieu mon bébé chanteur / Madona, Madona / C'est la même chanson) | 4:31 |
| 11. | Passif imparfait                                                          | 2:08 |

### Édition CD simple
| 1.    | Déchaine-moi                                                              | 3:57 |
| 2.    | Paradis                                                                   | 4:21 |
| 3.    | Palais royal                                                              | 4:18 |
| 4.    | Le Plus Grand Chapiteau                                                   | 4:38 |
| 5.    | Manureva                                                                  | 5:17 |
| 6.    | Les Jours de moisson                                                      | 3:49 |
| 7.    | Chasseur d'ivoire                                                         | 6:01 |
| 8.    | Bambou                                                                    | 4:24 |
| 9.    | Baby Boum                                                                 | 3:51 |
| 10.   | Traces de toi                                                             | 4:27 |
| 11.   | Revenir avec vous                                                         | 4:51 |
| 12.   | Géant                                                                     | 4:34 |
| 13.   | La Fièvre dans le sang                                                    | 4:08 |
| 14.   | Rendez-vous                                                               | 3:46 |
| 15.   | Medley (Adieu mon bébé chanteur / Madona, Madona / C'est la même chanson) | 4:04 |
| 16.   | Passif imparfait                                                          | 2:08 |
| 68:34 |                                                                           |      |

## Crédits
| - Alain Chamfort : chant - Rémy Sarrazin : basse - Yves Sanna : batterie - Jean-Michel Kajdan : guitare - Bruno Fontaine, Jean-Jacques Gennevard : claviers - Philippe Draï : percussions - Fred Wallich, Philippe Herpin : saxophone - Olivier Houlez, Roxane Houlez, Réjane Magloire : chœurs | - Ingénierie : Dan Lacksman - Photographie : Michel Ibanez - Artwork : Marc Borgers |